# Ervde
Ervde (dansk) eller Erfde (tysk) er en landsby og kommune i det nordlige Tyskland under Slesvig-Flensborg kreds i Slesvig-Holsten. Byen ligger direkte nord for Ejderen i landskabet Stabelholm i det sydlige Sydslesvig og derved ved grænsen til Holsten.
Kommunen samarbejder på administrativ plan med nabokommunerne i Krop-Stabelholm kommunefællesskab (Amt Kropp-Stapelholm). Til kommunen hører også Bargen, Ekel, Erfderfeld, Grevenhorst og Sjeppe/Scheppern.